# Megaselia fuscovariana
Megaselia fuscovariana är en tvåvingeart som beskrevs av Schmitz 1933. Megaselia fuscovariana ingår i släktet Megaselia och familjen puckelflugor. Arten är reproducerande i Sverige. Inga underarter finns listade i Catalogue of Life.